# Angiolo Tommasi
Angiolo Tommasi (Livorno, 27 agosto 1858 – Torre del Lago Puccini, 15 ottobre 1923) è stato un pittore italiano.

## Biografia
Fratello di Ludovico e cugino di Adolfo Tommasi, studiò alla scuola comunale di disegno e seguì gli insegnamenti di Natale Betti e Angiolo Lemmi. Il padre, per permettergli di completare la sua formazione, acquistò una villa a Bellariva nei pressi di Firenze, città nella quale Angiolo si iscrisse all'Accademia di Belle Arti.
Fu soprattutto Silvestro Lega, più volte ospite della famiglia Tommasi a Firenze, a impartirgli le migliori lezioni artistiche, tanto che, all'inizio della sua produzione, Angiolo ne fu molto influenzato.
A metà anni ottanta partecipò a mostre importanti. L'occasione più interessante si presentò nel 1889 con l'Esposizione Universale di Parigi, dove venne ammesso con il quadro Le bagnanti. Dieci anni dopo partecipò alla prima Biennale di Venezia. A questo punto partì per un viaggio in America Latina, dove raggiunse l'Argentina, la Patagonia e la Terra del Fuoco, esponendo con molto successo a Buenos Aires.
Tornato in Italia, si insediò a Torre del Lago, dove si unì al Club la Boheme, capitanato dal musicista Giacomo Puccini. Gli incontri con Pagni, Fanelli e Plinio Nomellini, ovvero quelli che sono stati battezzati poeticamente dalla critica gli Impressionisti livornesi, causarono il suo progressivo distacco dalla "macchia" toscana, nella visione rigorosamente immaginata e sostenuta da Giovanni Fattori.
Tommasi morì nel 1923 a Torre del Lago a causa di una polmonite.
Alcune sue opere sono esposte al Museo civico Giovanni Fattori di Livorno mentre la sua conosciuta opera "Emigranti" è esposta alla Galleria nazionale d'arte moderna e contemporanea di Roma.